# Alex Hutchings
Alexander Hutchings, född 7 november 1990 i Burlington, Ontario, är en kanadensisk professionell ishockeyspelare som spelar för IF Björklöven i Hockeyallsvenskan.
Han spelade tidigare för Norfolk Admirals, Syracuse Crunch och Rochester Americans i American Hockey League (AHL). Hutchings valdes av Tampa Bay Lightning i den fjärde omgången, som 93:e spelare totalt, i NHL Entry Draft 2009.
Den 11 september 2014 undertecknade Hutchings sitt första kontrakt utomlands genom ett ettårigt avtal med tyska Eispiraten Crimmitschau i DEL2. Med 62 poäng på 50 matcher vann han lagets interna poängliga och den 20 april 2015 skrev Hutchings ett ettårskontrakt med IF Björklöven i Hockeyallsvenskan. I Björklöven gjorde Hutchings 22 mål och 10 assist på 51 matcher, vilket gjorde honom till målbäst i laget. Den 17 oktober 2016 skrev han ett ettårskontrakt med den schweiziska NLB-klubben EHC Winterthur. Säsongen resulterade i 21 mål och 12 assist på 33 matcher i grundserien. Efter grundserien anslöt Hutchings till Rapperswil-Jona Lakers på lån, vilka han gjorde en slutspelsmatch med.
Inför säsongen 2017/2018 återvände Hutchings till Sverige och Björklöven med ett ettårskontrakt den 10 april 2017.
Säsongen 2018/2019 flyttade Hutchings till Oskarshamn. Under denna tid gjorde han 39 poäng (15+24) på 52 matcher. 
Säsongen 2019/2020 återvände Hutchings igen till Björklöven och tillsammans med lagkamraterna Justin Crandall och Tyler Vesel spikade han in 48 poäng (19+29) på 51 matcher.  Till skillnad från de senaste 3 "Silly seasons" så valde Hutchings skriva på ett nytt ettårskontrakt med Björklöven tillsammans med Crandall och Vesel.

## Spelarstatistik
| 2005–06    | Burlington Eagles       | OHA        | 70 | 65 | 35 | 100 | 76 | —  | — | — | —  | —  |
| 2006–07    | Barrie Colts            | OHL        | 30 | 1  | 4  | 5   | 24 | —  | — | — | —  | —  |
| 2007–08    | Barrie Colts            | OHL        | 68 | 29 | 25 | 54  | 48 | 9  | 0 | 5 | 5  | 18 |
| 2008–09    | Barrie Colts            | OHL        | 63 | 34 | 34 | 68  | 60 | 5  | 3 | 4 | 7  | 6  |
| 2009–10    | Barrie Colts            | OHL        | 68 | 47 | 34 | 81  | 58 | 13 | 2 | 8 | 10 | 12 |
| 2010–11    | Norfolk Admirals        | AHL        | 1  | 0  | 0  | 0   | 0  | 1  | 0 | 0 | 0  | 2  |
| 2010–11    | Florida Everblades      | ECHL       | 51 | 13 | 13 | 26  | 41 | 4  | 1 | 2 | 3  | 6  |
| 2011–12    | Florida Everblades      | ECHL       | 23 | 12 | 12 | 24  | 24 | —  | — | — | —  | —  |
| 2011–12    | Norfolk Admirals        | AHL        | 12 | 2  | 3  | 5   | 0  | —  | — | — | —  | —  |
| 2012–13    | Florida Everblades      | ECHL       | 40 | 14 | 20 | 34  | 30 | —  | — | — | —  | —  |
| 2012–13    | Syracuse Crunch         | AHL        | 24 | 3  | 3  | 6   | 10 | —  | — | — | —  | —  |
| 2013–14    | Rochester Americans     | AHL        | 51 | 5  | 3  | 8   | 31 | 3  | 0 | 1 | 1  | 2  |
| 2014–15    | Eispiraten Crimmitschau | DEL2       | 50 | 22 | 40 | 62  | 54 | 5  | 6 | 8 | 14 | 8  |
| 2015–16    | IF Björklöven           | HA         | 51 | 22 | 10 | 32  | 28 | –  | – | – | –  | –  |
| 2016–17    | EHC Winterthur          | NLB        | 34 | 21 | 12 | 33  | 36 | –  | – | – | –  | –  |
| 2016–17    | Rapperswil-Jona Lakers  | NLB        | 0  | 0  | 0  | 0   | 0  | 1  | 0 | 1 | 1  | 4  |
| AHL totalt | AHL totalt              | AHL totalt | 88 | 10 | 9  | 19  | 41 | 3  | 0 | 1 | 1  | 2  |

## Priser och utmärkelser
| Pris              | År      |        |
| ----------------- | ------- | ------ |
| OHL All-Star Game | 2008–09 | [ 9 ]  |
| OHL All-Star Game | 2009–10 | [ 10 ] |